# Корзо Рома (Алесандрија)
Корзо Рома је насеље у Италији у округу Алесандрија, региону Пијемонт.
Према процени из 2011. у насељу је живело 208 становника. Насеље се налази на надморској висини од 186 м.